# قطعنامه ۲۰۶۱ شورای امنیت
قطعنامهٔ ۲۰۶۱ شورای امنیت سازمان ملل متحد سندی بین‌المللی دربارهٔ تمدید مأموریت نمایندگی سازمان ملل متحد در عراق است. این قطعنامه طی نشست شورای امنیت سازمان ملل متحد در تاریخ ۲۵ ژوئیه ۲۰۱۲ میلادی با ۱۵ رأی موافق، ۰ مخالف و ۰ ممتنع به تصویب رسید.